# 小行星2167
小行星2167（2167 Erin）是一颗绕太阳运转的小行星，为主小行星带小行星。该小行星于1971年6月1日发现。
該小行星以天文學家喬治·彭科（George Punko）的女兒艾琳（Erin）命名。

## 轨道参数
小行星2167的轨道半长轴为2.5440801 UA，离心率为0.182。